# Лакендорф
Лаккендорф (нім. Lackendorf) — громада округу Оберпуллендорф у землі Бургенланд, Австрія.
Лаккендорф лежить на висоті 294 м над рівнем моря і займає площу 12,7 км². Громада налічує 567 мешканців.
Густота населення 45/км².
|                                     |
| Лаккендорф на мапі округу та землі. |

Бургомістом міста є Роберт Зелльмайстер.% Адреса управління громади: Hauptstrasse 27, 7321 Lackendorf.

## Демографія
Історична динаміка населення міста за даними сайту Statistik Austria

## Виноски
1. ↑  Dauersiedlungsraum der Gemeinden Politischen Bezirke und Bundesländer - Gebietsstand 1.1.2018 — Статистичне управління Австрії.
2. ↑  Einwohnerzahl 1.1.2018 nach Gemeinden mit Status, Gebietsstand 1.1.2018 — Статистичне управління Австрії.
3. ↑  www.lackendorf.at. Архів оригіналу за 11 квітня 2022. Процитовано 24 червня 2022.
4. ↑  Gemeindedaten von Lackendorf. Архів оригіналу за 29 вересня 2007. Процитовано 11 листопада 2013.

| Австрія | Це незавершена стаття з географії Австрії. Ви можете допомогти проєкту, виправивши або дописавши її. |